# 3017 Петрович
3017 Петрович (3017 Petrovič) је астероид главног астероидног појаса. Приближан пречник астероида је 15,95 ,
а средња удаљеност астероида од Сунца износи 2,607 астрономских јединица (АЈ).
Инклинација (нагиб) орбите у односу на раван еклиптике је 11,822 степени, а орбитални период износи 1537,945 дана (4,210 године). Ексцентрицитет орбите астероида износи 0,129.
Апсолутна магнитуда астероида износи 11,40 а геометријски албедо 0,191.
Астероид је откривен 25. октобра 1981. године.